# A Entrega
A Entrega é um filme brasileiro de drama com elementos de suspense e temática cristã, dirigido e roteirizado por Fábio Faria.Com estreia nacional marcada em 15 de maio de 2025, o longa se destaca por ser a primeira produção cristã brasileira aprovada e financiada pelo Fundo Setorial do Audiovisual (FSA).

## Sinopse
Vitor é um homem marcado por perdas e consumido pelo desejo de vingança. Para tentar fugir dos próprios demônios, mergulha no trabalho, mas acaba envolvido em uma denúncia policial que altera completamente sua trajetória. Em paralelo, Fabinho, um menino com uma grave doença pulmonar, enfrenta o colapso emocional da família em meio aos conflitos entre seus pais. Quando os caminhos de Vitor e Fabinho se cruzam, inicia-se uma jornada de fé, cura e transformação que desafia expectativas e foge dos clichês do gênero.

## Elenco
- Victor Pecoraro – Vitor
- Matheus Dantas – Fabinho
- Rayanne Morais
- Brendha Haddad
- Fernando Sampaio
- Adhemar de Campos